# Gare de Solliès-Pont
Gare de Solliès-Pont vasútállomás Franciaországban, Solliès-Pont településen.

## Vasútvonalak
Az állomást az alábbi vasútvonalak érintik:
- Marseille–Ventimiglia-vasútvonal

## Kapcsolódó állomások
A vasútállomáshoz az alábbi állomások vannak a legközelebb:
- Gare de Cuers - Pierrefeu
- Gare de La Pauline-Hyères